# مطار ريغا الدولي
مطار ريغا الدولي (باللاتفية: Starptautiskā lidosta (Rīga)) (إياتا: RIX، إيكاو: EVRA) هو مطار دولي يخدم مدينة ريغا، عاصمة لاتفيا. يعد المطار الأكبر في دول البلطيق حيث يسير 100 رحلة مباشرة نحو 30 بلدا.
يقع المطار في بلدية مآروبه غرب ريغا، وهو عبارة عن شركة مساهمة مملوكة من طرف الدولة ممثلة في حكومة لاتفيا التي تملك جميع الأسهم. تحتفظ كل من طيران البلطيق وهيئة الطيران المدني اللاتفية بمكاتبها الرئيسية في مطار ريغا الدولي.

## تاريخ
بُني المطار في عام 1973 كبديل لمطار سبيلف. تمتلك حكومة لاتفيا جميع أسهم المطار. وتمتلك وزارة النقل في لاتفيا حصة رأس مال الدولة.
في مارس 1995، بدأت الخطوط الجوية الأوزبكية رحلة من طشقند إلى مدينة نيويورك توقفت في ريغا. قامت الشركة بتشغيل هذه الخدمة بطائرة إيرباص A310. ونظراً لضعف الطلب، قامت الشركة بتغيير مسارها عبر أمستردام بعد ثلاثة أشهر. تم الانتهاء من تجديد وتحديث المطار في عام 2001، بالتزامن مع الذكرى ال 800 لتأسيس المدينة.[بحاجة لمصدر] نقلت الخطوط الجوية الأوزبكية محطة توقف خدمتها في نيويورك إلى ريغا في أكتوبر 2004. واستخدمت طائرات بوينج 767 على هذا الخط. وقد شجعت العلاقات الوثيقة بين أوزبكستان ولاتفيا وقرار الحكومة اللاتفية بتخفيض رسوم مطار ريغا الشركة على العودة.
في عامي 2006 و2016، تم افتتاح توسعات مبنى الركاب الشمالي الجديد. وفي خريف عام 2006، تم افتتاح منشأة للصيانة والإصلاح والعَمرة في خريف عام 2006، على أن تُدار كمشروع مشترك بين شركتين محليتين: شركة كونكورس وشركة SR-Technik.[بحاجة لمصدر] وفي عام 2010، تم افتتاح أول مبنى مخصص لطيران رجال الأعمال في دول البلطيق في المطار. أنهت الخطوط الجوية الأوزبكية رحلة ريغا - نيويورك في أكتوبر 2017.

## المرافق

### صالة المطار
صالة المطار مكونة من طابقين تم توسعها وتحديثها وفقاً للمعايير الحديثة عدة مرات في السنوات الأخيرة. يتألف الجانب الأرضي من قاعة رئيسية تحتوي على صف واحد من 36 كاونتر لتسجيل الوصول بالإضافة إلى بعض المحلات التجارية والمنطقة الأمنية في الطابق العلوي، بينما تقع منطقة الوصول واستلام الأمتعة وبعض كاونترات الخدمة في الطابق الأرضي بالأسفل. يضم المطار منطقتي المغادرة B و C مقسمة إلى رصيفين مع منطقة الصعود الأصلية الأصغر حجماً A التي كانت تستخدم في السابق لبعض القادمين فقط. يضم كلا الرصيفين إجمالاً ثمانية مدرجات مزودة بجسور الطائرات بالإضافة إلى أربعة مدرجات للصعود إلى الطائرة من الطابق العلوي بالإضافة إلى عدة بوابات أخرى لصعود الحافلات في الطوابق الأرضية. يستخدم الرصيف B للمغادرين والقادمين من منطقة شنغن، بينما يستخدم الرصيف C للمغادرين والقادمين من خارج منطقة شنغن. يضم مبنى الركاب منافذ بيع من نارفيسن، وكوستا كوفي، وتي جي آي فرايديز من بين منافذ أخرى، بالإضافة إلى صالة مطار واحدة.

### المدرج
يوجد بالمطار مدرج واحد في الاتجاهين 18/36، يبلغ طوله 3,200 متر ومجهز بنظام ILS CAT II.

### المرافق الأخرى
تحتفظ كل من شركة إير بالتيك ووكالة الطيران المدني اللاتفية بمكاتبها الرئيسية في مطار ريغا الدولي.

## شركات الطيران والوجهات

### الركاب
تقدم شركات الطيران التالية رحلات منتظمة وموسمية وعارضة إلى مطار ريغا:
| شركـات طيـران               | الوجهات |
| --------------------------- | --- |
| طيران إيجيان                | مطار أثينا الدولي |
| طيران البلطيق               | مطار سخيبول أمستردام، مطار أثينا الدولي، مطار برشلونة الدولي، مطار برلين براندنبرغ، Billund، مطار بروكسل الدولي، مطار كوبنهاغن، مطار دبي الدولي، مطار دبلن الدولي، مطار دوسلدورف الدولي، مطار فرانكفورت، Gothenburg، مطار هامبورغ، مطار هلسنكي فانتا، مطار لارنكا الدولي، مطار لشبونة، مطار غاتويك، مطار مدريد باراخاس الدولي، مطار مالقة الدولي، مطار مالبينسا، مطار ميونخ الدولي، مطار أوسلو-غاردرموين، Palanga، مطار باريس شارل ديغول، مطار فاكلاف هافيل الدولي، مطار كيفلافيك الدولي، مطار ليوناردو دا فينشي، مطار ستوكهولم أرلاندا، مطار شتوتغارت الدولي، مطار تالين، Tampere، مطار تبليسي الدولي، مطار بن غوريون الدولي، Turku، مطار فيينا الدولي، مطار فيلنيوس، مطار وارسو فريدريك شوبان، مطار زيورخ الدولي موسمي: مطار أبردين، مطار حيدر علييف الدولي، مطار باطومي الدولي، مطار بلغراد نيكولا تسلا، Bergen، مطار بلباو، مطار هنري كواندا الدولي، مطار بودابست فرانز ليست الدولي، Burgas، مطار كاتانيا-فونتاناروسا، Corfu، مطار دوبروفنيك، مطار جنيف الدولي، مطار كناريا الكبرى، مطار هانوفر لانغنهاغن، مطار كاندية الدولي ‏، مطار إسطنبول الدولي، مطار كيتيلا، Kos، مطار مالطا الدولي، مطار مراكش المنارة الدولي، مطار نابولي، Olbia، مطار ميورقة، مطار بيزا الدولي، مطار بورتو الدولي، Rhodes، مطار رييكا، مطار سالزبورغ، مطار سانتوريني (ثيرا) الوطني، مطار سبليت، مطار تينيريفي الجنوبي، Thessaloniki، Tivat، مطار تروندهايم، فارنيس، مطار بلنسية، مطار البندقية ماركو بولو، Verona، مطار يريفان الدولي موسمي عارض: مطار أنطاليا، Araxos، مطار شرم الشيخ الدولي |
| Air Montenegro              | موسمي عارض: Tivat |
| Buzz                        | موسمي عارض: Kavala، مطار تيرانا الدولي |
| فين إير                     | مطار هلسنكي فانتا |
| Freebird Airlines           | موسمي عارض: مطار أنطاليا |
| يسرائير                     | موسمي: مطار بن غوريون الدولي |
| خطوط لوت الجوية البولندية   | مطار وارسو فريدريك شوبان |
| لوفتهانزا                   | مطار فرانكفورت |
| آير شاتل النرويجية          | مطار كوبنهاغن، مطار أوسلو-غاردرموين، مطار ستوكهولم أرلاندا، مطار تروندهايم، فارنيس |
| رايان إير                   | Aarhus، مطار برشلونة الدولي، مطار بوفيه - تيه، مطار أوريو أل سيريو، مطار برلين براندنبرغ، مطار بريستول، مطار بروكسل شارلروا الجنوب، مطار كولونيا بون الدولي، مطار دبلن الدولي، East Midlands ‏، مطار إدنبرة، Gothenburg، مطار كراكوف، Leeds/Bradford، مطار لندن ستانستد، مطار مالقة الدولي، مطار مالطا الدولي، مطار مانشستر، مطار ميمينجين، مطار نيوكاسل، Paphos، مطار فاكلاف هافيل الدولي، مطار ستوكهولم أرلاندا، مطار تريفيزو، مطار فيينا الدولي، مطار وارسو مودلين موسمي: مطار غدانسك ليخ فاونسا، مطار جرندة كوستا برافا، مطار تراباني-بيرغي |
| SmartLynx Airlines          | موسمي عارض: مطار أنطاليا، Burgas، Corfu، مطار جربة جرجيس الدولي، مطار النفيضة الحمامات الدولي، مطار كريستيانو رونالدو، مطار تينيريفي الجنوبي، Tivat، Varna |
| صن إكسبريس                  | موسمي: مطار أنطاليا |
| ترانسافيا                   | مطار سخيبول أمستردام |
| الخطوط الجوية التركية       | مطار إسطنبول الدولي |
| الخطوط الجوية الأوزبكستانية | مطار طشقند الدولي |
| ويز للطيران                 | Kutaisi موسمي: مطار لندن لوتن (تنتهي في 28 أكتوبر 2023) |

### الشحن
| شركـات طيـران     | الوجهات                                                       |
| ----------------- | ------------------------------------------------------------- |
| ATRAN             | مطار فنوكوفو الدولي، مطار قوانغتشو باييون الدولي، كراسنويارسك |
| Aviastar-TU       | مطار نوفوسيبيرسك، مطار هانغتشو شياوشان الدولي                 |
| دي إتش إل للطيران | مطار لايبزيغ هاله، مطار فيلنيوس                               |
| Eleron Airlines   | مطار كييف جولياني الدولي                                      |
| SprintAir         | مطار كاوناس                                                   |

## إحصائيات

### إحصائيات المسارات
| الرتبة | المدينة   | المسافرون | الركاب                                                        |
| ------ | --------- | --------- | ------------------------------------------------------------- |
| 1      | لندن      | 579,288   | طيران البلطيق، رايان إير، ويز للطيران                         |
| 2      | موسكو     | 493,919   | إيروفلوت، طيران البلطيق، روسلاين، Utair                       |
| 3      | فرانكفورت | 286,595   | طيران البلطيق، لوفتهانزا، رايان إير                           |
| 4      | هلسنكي    | 286,595   | طيران البلطيق، فين إير                                        |
| 5      | أوسلو     | 268,302   | طيران البلطيق، آير شاتل النرويجية، ويز للطيران                |
| 6      | ستوكهولم  | 250,008   | طيران البلطيق، آير شاتل النرويجية، الخطوط الجوية الإسكندنافية |
| 7      | برلين     | 243,911   | طيران البلطيق، رايان إير                                      |
| 8      | تالين     | 219,520   | طيران البلطيق                                                 |
| 9      | كوبنهاغن  | 201,226   | طيران البلطيق، آير شاتل النرويجية، الخطوط الجوية الإسكندنافية |
| 10     | كييف      | 170,737   | طيران البلطيق، الخطوط الجوية الدولية الأوكرانية               |

### أعداد المسافرين سنويا في مطار ريغا الدولي (بالملايين)
|                          |
| تحديث: يناير - مارس 2019 |

## النقل البري

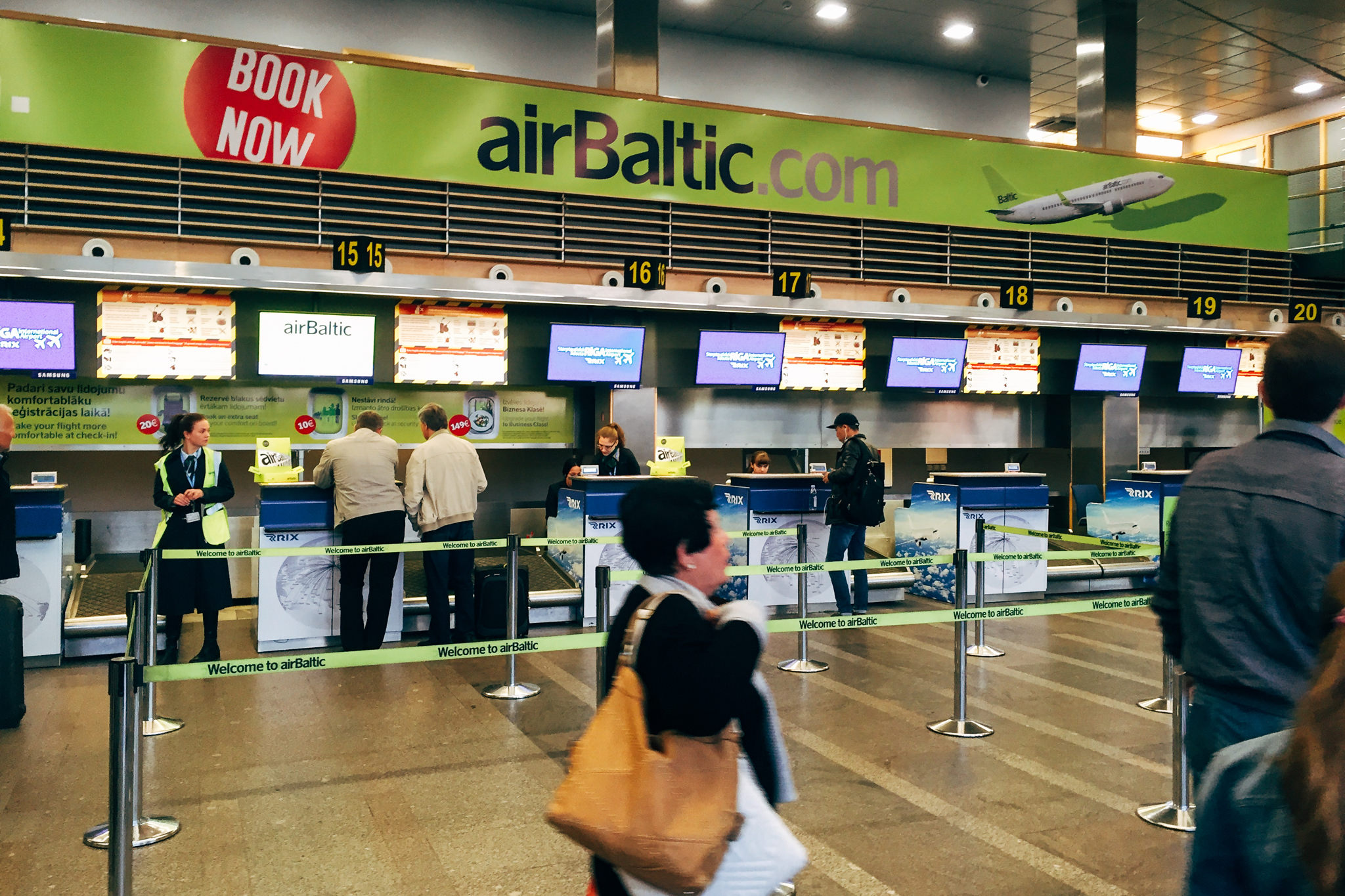
Check-in

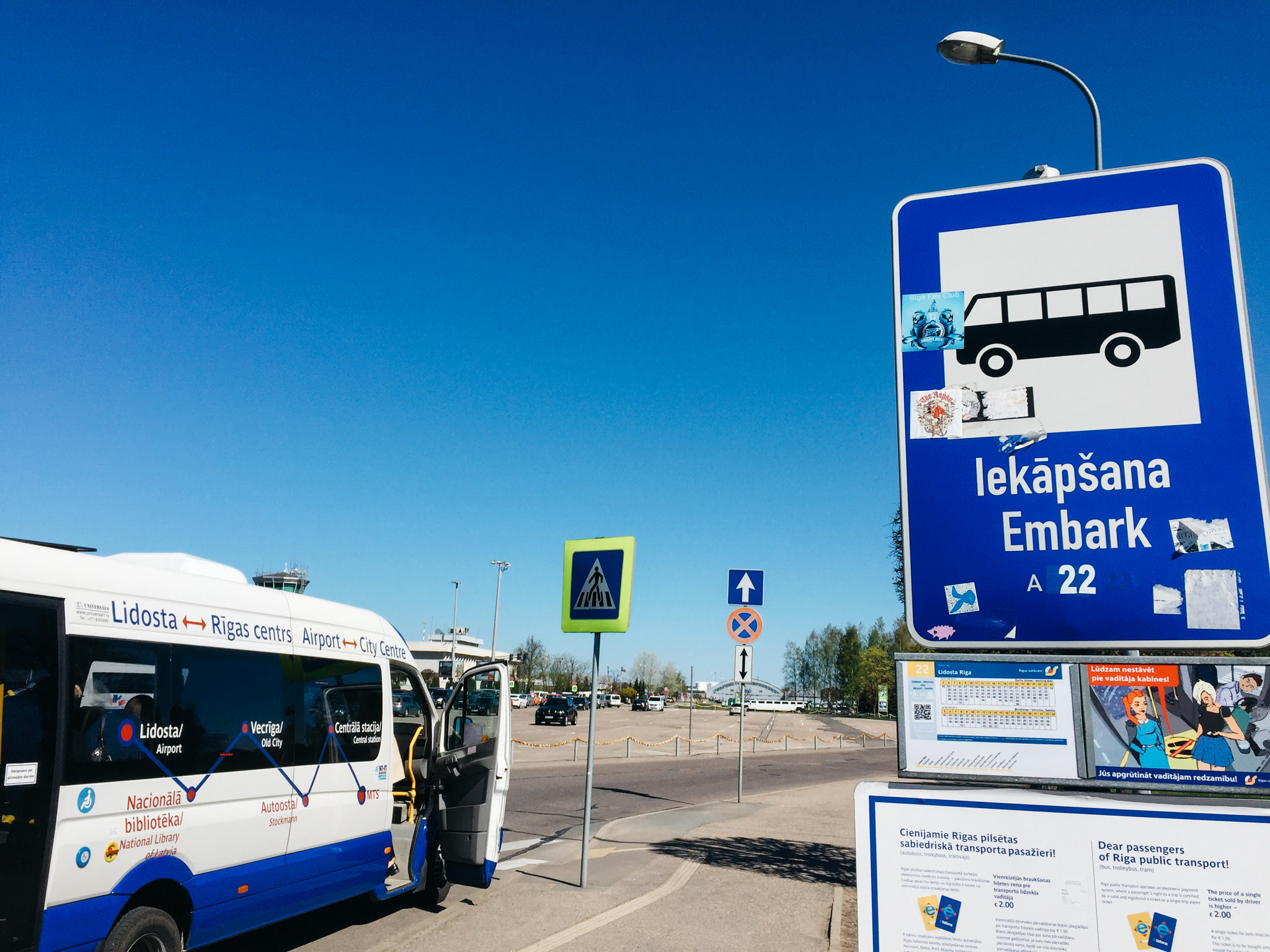
محطة وقوف الحافلة في مطار ريغا

### الحافلة
يمكن الوصول إلى مطار ريغا بواسطة خط الحافلة رقم 22، الذي تشغله شركة Rīgas Satiksme، والذي يربط بين مركز المدينة والمطار. إضافة لذلك، يرتبط المطار بخطوط حافلات للنقل الدولي مع مدن في إستونيا، وليتوانيا، وبولندا، وألمانيا، وروسيا.

### السيارة
يمكن الوصول إلى المطار بواسطة السيارة عبر الطريق السريع P133 الذي يربط المطار بالطريق الأوروبي إي 22. يتوفر المطار على ثلاث مواقف لركن السيارات تتسع لركن 1500 سيارة.

### القطار
تم إدراج محطة القطار الخاصة بالمطار كجزء من مشروع النقل بالسكك الحديدية بين دول البلطيق. تم توقيع عقد تصميم المشروع في 20 مارس 2019.

## حوادث
هذه أبرز الحوادث التي وقعت في مطار ريغا الدولي:
١. حادثة عام ٢٠٠٢٣ أذار/مارس:
طائرة تابعة لشركة Air Baltic في رحلة من باريس إلى ريغا إنزلقت من المدرج أثناء الهبوط. لم يصُب أحد من الركاب البالغ عددهم ٨٩ او الطاقم البالغ عددهم ٧. 
٢. حادثة عام ٢٠١٦ ايلول/سبتمبر:
واجهت طائرة من طراز Bombardier Q400 تابعة لشركة Air Baltic مشكلة تقنية أثناء رحلتها من ريغا إلى زيورخ، مما اضطرها إلى العودة للهبوط اضطراريًا في مطار ريغا. لم يصُب أحد من الركاب بأذى، ولكن تم تأجيل العديد من الرحلات نتيجة الأستجابة الطارئة.

## وصلات خارجية
- الموقع الرسمي